# Autoritat Territorial de la Mobilitat de l'Àrea de Girona
L'Autoritat Territorial de la Mobilitat de l'Àrea de Girona (ATM Àrea de Girona) és un consorci interadministratiu integrat per la Generalitat de Catalunya, els consells comarcals del Gironès, del Pla de l'Estany, de la Garrotxa i de la Selva i l'Ajuntament de Girona amb la finalitat de coordinar el transport públic a l'Àrea de Girona.
Fou creada l'25 de juliol de 2006 i actualment opera a 71 municipis de les quatre comarques ja esmentades.

## Sistema tarifari integrat
L'ATM gestiona el sistema d'integració tarifària. Gràcies a aquest, amb un mateix bitllet es poden utilitzar diferents transports públics a la regió i es poden fer diferents tipus de transbordament entre aquests sense haver de tornar a pagar durant un límit de temps que depèn de les zones travessades. El sistema està dividit en 8 zones.
Els serveis prestats dins el Sistema Tarifari Integrat són els següents:
- Servei de Bus urbà de Girona
- Servei de Bus urbà d'Olot (TPO)
- Autobusos interurbans de TEISA, Sarfa,  Hispano,  AMPSA,  Mas i Barcelona Bus.

- Línies de Rodalies (Renfe) R11 i RG1 entre les estacions de Sant Jordi Desvalls i Maçanet-Massanes

Mapa dels municipis integrats a l'ATM de Girona (2024)

La gamma de títols s'ofereixen amb targetes sense contacte.

### Funcionament
Per utilitzar aquest sistema integrat cal validar el títol cada vegada que s'iniciï un viatge mitjançant els lectors embarcats als busos. També caldrà validar-lo en fer un transbordament. Tots els títols de transport permeten fer un màxim de tres transbordaments a diferents modalitats de transport en un mateix desplaçament sense reducció de saldo, excepte la T-MES i la T-Jove que permeten fer un nombre il·limitat de transbordaments.

### Gamma de títols
Pel que fa al preu del bitllet senzill és fixat anualment per l'operador del servei.
| Títol, 2023 | 1 zona  | 2 zones | 3 zones |
| ----------- | ------- | ------- | ------- |
| T-MES       | 23,50 € | 34,00 € | 46,00 € |
| T-50/30     | 17,50 € | 28,00 € | 39,00 € |
| T-10/30     | 4,85 €  | 9,00 €  | 12,00 € |
| T-10        | 5,50 €  | 10,75 € | 15,00 € |
| T-Jove      |         |         | 47,00 € |

També hi ha la T-16 que és gratuita per menors de 16 anys i permet fer viatges il·limitats dins d'una mateixa zona.
A més, s'ofereixen una sèrie de descomptes per a famílies monoparentals i nombroses i persones en situació d'atur.

## Municipis que integren l'ATM de Girona
| Zona1  | Aiguaviva Bescanó Canet d’Adri Celrà (pont 1-2) Fornells de la Selva Girona Llambilles Quart Riudellots de la Selva Salt Sant Aniol de Finestres Sant Gregori Sant Julià de Ramis Sant Martí de Llémena Sarrià de Ter Vilablareix                                                    |
| Zona 2 | Bordils Celrà (pont 1-2) Cervià de Ter Colomers Flaçà Juià Madremanya Sant Joan de Mollet Sant Jordi Desvalls Sant Martí Vell Viladasens |
| Zona 3 | Banyoles Besalú (pont 3-4) Camós Cornellà del Terri Fontcoberta Mieres Palol de Revardit Porqueres Serinyà Sant Ferriol Sant Miquel de Campmajor Vilademuls |
| Zona 4 | Argelaguer Besalú (pont 3-4) Beuda Castellfollit de la Roca Maià de Montcal Montagut i Oix Olot Les Planes d’Hostoles (pont 4-5) Les Preses Sales de Llierca Sant Feliu de Pallerols Sant Jaume de Llierca Sant Joan les Fonts Santa Pau Tortellà La Vall de Bianya La Vall d’en Bas |
| Zona 5 | Amer Anglès La Cellera de Ter Les Planes d’Hostoles (pont 4-5) |
| Zona 6 | Brunyola Caldes de Malavella (pont 6-7) Maçanet de la Selva Riudarenes Sant Coloma de Farners Sils Vidreres Vilobí d’Onyar |
| Zona 7 | Caldes de Malavella (pont 6-7) Campllong Cassà de la Selva Llagostera Sant Andreu Salou |
| Zona 8 | Arbúcies Sant Hilari Sacalm |